# Dorota Banaszczyk
Dorota Banaszczyk (ur. 27 stycznia 1997) – polska zawodniczka karate. Mistrzyni świata WKF 2018. 

## Życiorys
Jest zawodniczką Klubu Sportowego Olimp Łódź. Studiuje inżynierię biomedyczną na Politechnice Łódzkiej.
Reprezentowała Polskę na młodzieżowych mistrzostwach Europy w 2017 (3 m. – kumite indywidualnie – kat. 55 kg), zawodach World Games w 2017 (6 m. – kumite indywidualnie, kat. 55 kg), mistrzostwach Europy seniorów w 2018 (7 m. – kumite indywidualnie, kat. 55 kg). Jej największym sukcesem jest złoty medal mistrzostw świata seniorów w 2018 w konkurencji kumite indywidualnie, kat. 55 kg